# Culafe

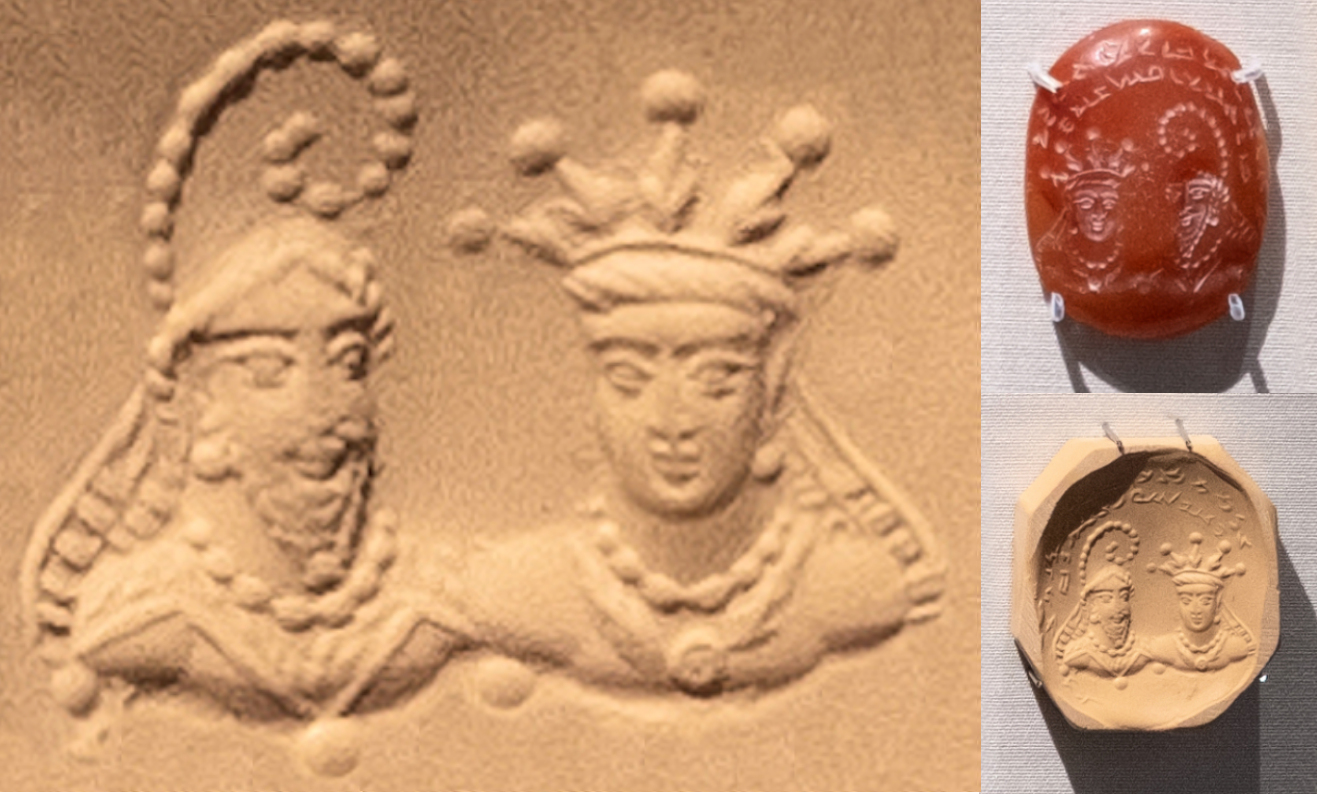
Estampa de selo (BM 119999) do Museu Britânico com uma figura barbada em traje sassânida, usando o culafe; e uma figura com coroa radiada, ambos com fitas reais. Atribuído aos heftalitas, e datado do século V-VI

Culafe (em persa: کلاهک; romaniz.: kulāf) ou colá (کلاه, kolāh) era um tipo de boné que designava a nobreza e oficiais, aparecendo em vários relevos e selos do Império Sassânida. Era frequentemente decorado com pérolas na borda e na superfície. Também pode ser mostrado com um emblema ou tanga na superfície.